# Dhamanagar
Dhamanagar (o Dhamnagar) è una città dell'India di 18.555 abitanti, situata nel distretto di Bhadrak, nello stato federato dell'Orissa. In base al numero di abitanti la città rientra nella classe IV (da 10.000 a 19.999 persone).

## Geografia fisica
La città è situata a 20° 55' 0 N e 86° 27' 0 E e ha un'altitudine di 3 m s.l.m..

## Società

### Evoluzione demografica
Al censimento del 2001 la popolazione di Dhamanagar assommava a 18.555 persone, delle quali 9.423 maschi e 9.132 femmine. I bambini di età inferiore o uguale ai sei anni assommavano a 2.870, dei quali 1.410 maschi e 1.460 femmine. Infine, coloro che erano in grado di saper almeno leggere e scrivere erano 9.693, dei quali 5.747 maschi e 3.946 femmine.